# Народна Демократична Республіка Ємен
Народна Демократична Республіка Ємен, (НДРЄ) (араб. جمهورية اليمن الديمقراطية الشعبية), або Південний Ємен також Народна Республіка Південного Ємену, (НРПЄ) (1967 — 1990) — державне утворення на півдні Аравійського півострова, яке існувало з 30 листопада 1967 року до 22 травня 1990 року.

## Історія
З кінця II до початку І тис. до н. е. територія Ємену входила до складу різних держав. У 1839 році Велика Британія створила свою військово-морську базу у місті Аден, з 1841—1918 мала у південному Ємені свій протекторат. В 1962 році Велика Британія на території Південного Ємену створила Федерацію дрібних князівств — Федерація Південної Аравії. У 1967 році Британія була змушена розпочати процес надання незалежності своїм колоніям у регіоні. Першим її отримав Південний Ємен, до складу якого увійшли території навколо Адена та частини створеної у 1959 р. Південноарабської федерації арабських еміратів. Проголошена 1967 р. держава отримала назву Народної Республіки Південного Ємену (з 1970 — Народна Демократична Республіка Ємен). В зовнішній політиці країна дотримувалася про-соціалістичного курсу. 22 травня 1990 НДРЄ об'єдналась з Єменською Арабською Республікою в одну країну — Республіку Ємен.

## Релігія
У колишній Народній Демократичній Республіці Ємен переважна більшість населення — мусульмани, головним чином послідовники сунізму шафіїтського мазхабу. На крайньому сході країни є невелике число сунітів-маликіти, а в прибережному районі — маленька група сунітів-ханіфітів. У місті Адені живуть також шиїти-імаміти та ісмаїліти (головним чином вихідці з Південної Азії), на кордоні з ЄАР — зейдити. На сході зустрічаються ібадити. Серед іноземців поширене християнство (європейці), індуїзм і зороастризм (вихідці з Південної Азії). У Адені є кілька десятків християн-католиків з числа місцевих жителів.

## Природні умови
На території колишньої НДРЄ більша частина ресурсів, у тому числі сільськогосподарські угіддя, зосереджені в районі Адена. Виняток становить Хадрамаут, регіон в східній частині країни, що являє собою широку долину, що простяглася паралельно берегу і що повертає потім на південь, до моря. Прибережна низовина на півдні тягнеться на 5-65 км углиб країни. Внутрішня частина регіону являє собою перетнуте плоскогір'я, розчленоване долинами ваді. Клімат прибережної смуги такий самий спекотний, як і у низовині Тіхама, але відрізняється ще більшою сухістю. У деяких східних районах випадає не більше 50 мм опадів на рік. Клімат гір і передгір'я у східній частини Ємену більш помірний, часом в горах відзначаються заморозки.

## Адміністративно-територіальний устрій

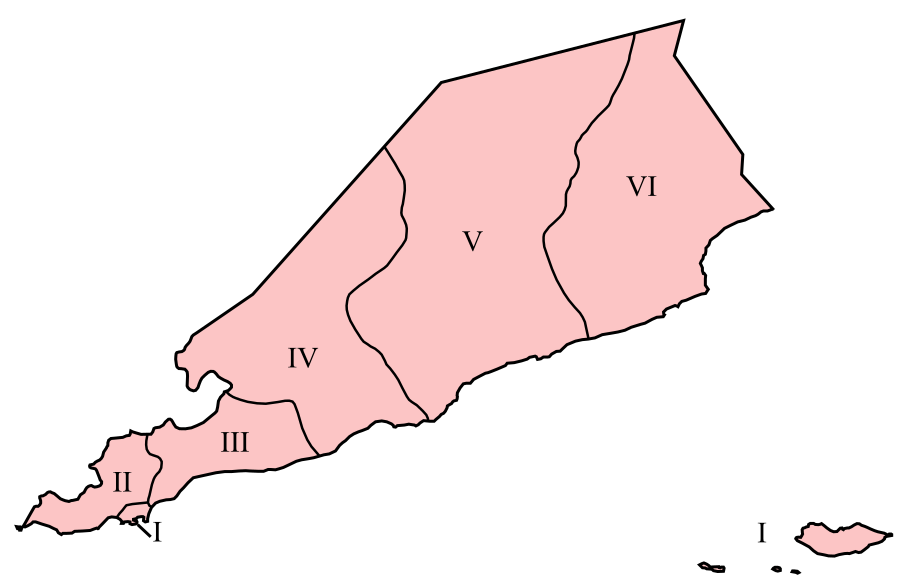
Територіальний поділ НДРЄ (острови Перим (на карті не зазначені), Сокотра, Абд-ель-Курі й інші входили до складу провінції Аден)

6 мухафаз (провінцій):
1. Аден (عدن), центр — Аден
2. Лахдж (لحج), центр — Аль-Хута (الحوطة)
3. Аб'ян (أبين), центр — Зинджибар (زنجبار)
4. Шабва (شبوة), центр — Атак (عتق)
5. Хадрамаут (حضرموت), центр — Мукалла (المكلا)
6. Махра (المهرة), центр — Аль-Гейда (الغيظة)

Столиця — Аден (عدن).

## Населення
Населення НДРЄ за переписом 1988 становило 2 345 266 чоловік, з них 238 тис., тобто близько третини активного населення, значилися як ті які проживають за кордоном. Найбільшою за чисельністю населення провінцією країни був Хадрамаут, де проживало понад 700 тис. чоловік. Найгустонаселенішим серед розвинених «міських» провінцій було місто Аден і його околиці з населенням 420 тис.чоловік, а найменш населена — Махра, на сході країни, з населенням лише 98 тис. чоловік. Також у країні проживало майже 200 тис. кочівників — бедуїнів, зосереджених в основному на північному сході. Щорічний приріст населення становив 3,1 %. Дані про вікову структуру населення для цієї частини Ємену такі: 46 % населення становили молоді люди до 14 років, 46 % — від 15 до 59 років і 8 % — 60 років і старше. Населення НДРЄ урбанізоване більшою мірою, ніж населення ЄАР: близько 43 % жителів проживало в містах, тоді як у ЄАР це показник становив 32 %.

## Державний устрій
У 1967 була проголошена незалежна Народна Республіка Південного Ємену (НРПЄ), до складу якої увійшли британська колонія Аден та більше 20 невеликих князівств, які знаходилися під британським протекторатом. У 1970 ця держава отримала назву Народної Демократичної Республіки Ємен (НДРЄ). У 1978, після кровопролитного перевороту під керівництвом Абдель Фаттаха Ісмаїла, була створена Єменська Соціалістична Партія (ЙСП) і встановлені тісні ідеологічні та військові зв'язки із СРСР. На початку 1986 в НДРЄ почалася громадянська війна, викликана особистими амбіціями лідерів, клановими суперечностями у їхньому середовищі, а також суперечками між прихильниками жорсткої лінії на чолі з Ісмаїлом і більш прагматичним Алі Насером Мухаммедом, що змінив Ісмаїла на посту глави держави у 1980. Після закінчення війни фактичним лідером нової правлячої верхівки і новим генеральним секретарем ЦК ЙСП став Алі Салем аль-Бейда. До 1990 марксистсько-ленінська ідеологія була остаточно відкинута, що зробило можливим об'єднання з ЄАР.

## Зовнішня політика
НДРЄ підтримувала тісні відносини з СРСР, особливо вони зміцнилися після 1978. У період правління Алі Насера Мухаммеда були відновлені дипломатичні відносини із Саудівською Аравією (1983). Нормалізація відносин з Іраком, Оманом, Єгиптом, а потім і західними країнами відбулася лише після громадянської війни 1986. Із закінченням «холодної війни» СРСР перестав грати будь-яку значну роль у справах НДРЄ. У жовтні 1987 між НДРЄ і Оманом стався прикордонний конфлікт, який був повністю врегульований лише у травні 1997, після виведення оманських військ і згоди обох сторін на демаркацію кордону з участю представників міжнародних організацій. У 1990 були відновлені дипломатичні відносини зі США, розірвані в 1970.